# Caenoscelis tenerifensis
Caenoscelis tenerifensis là một loài bọ cánh cứng trong họ Cryptophagidae. Loài này được Johnson & Bowestead miêu tả khoa học năm 2003.